# Cantone di Albertville-1
Il Cantone di Albertville-1 è una divisione amministrativa dell'arrondissement di Albertville.
È stato istituito a seguito della riforma dei cantoni del 2014, che è entrata in vigore con le elezioni dipartimentali del 2015.

## Composizione
Comprende parte della città di Albertville e i comuni di:
- Allondaz
- La Bâthie
- Cevins
- Esserts-Blay
- Mercury
- Rognaix
- Saint-Paul-sur-Isère
- Tours-en-Savoie